# Кофель Денис Анатолійович
Денис Анатолійович Кофель (20 вересня 2001, Ужгород — 24 травня 2022, с. Берестове) — старший солдат Збройних сил України, учасник російсько-української війни, який загинув у ході російського вторгнення в Україну в 2022 році.

## Життєпис
Народився 20 вересня 2001 року в м. Ужгороді на Закарпатті.
Навчався в Ужгородській загальноосвітній школі № 6, після 9 класу вступив до Закарпатського ліцею-інтернату з посиленою військово-фізичною підготовкою, а потім навчався НАСВ ім. Гетьмана Петра Сагайдачного у м. Львові.
Військову службу за контрактом розпочав у Десантно-штурмових військах ЗС України. З першого дня повномасштабного російського вторгнення в Україну перебував у найгарячіших точках. Був старшим стрільцем 2-го десантно-штурмового відділення 2-го десантно-штурмового взводу 6-ї десантно-штурмової роти 2-го десантно-штурмового батальйону 80-ї ОДШБр.
За участь у боях за Бучу був нагороджений орденом «За мужність» ІІІ ступеня.
Загинув 24 травня 2022 року в с. Берестове Бахмутського району Донецької області. Чин прощання з Денисом Кофелем та його земляком Сергієм Готрою відбувся 30 травня 2022 року в м. Ужгороді на площі Народній. Після Літургії, яку відслужили священники, траурна хода пройшла до Пагорба Слави, де поховали загиблих воїнів.

## Нагороди
- орден «За мужність» II ступеня (2022, посмертно) — за особисту мужність і самовіддані дії, виявлені у захисті державного суверенітету та територіальної цілісності України, вірність військовій присязі.
- орден «За мужність» III ступеня (2022) — за особисту мужність і самовіддані дії, виявлені у захисті державного суверенітету та територіальної цілісності України, вірність військовій присязі.